# 聚焦棋
聚焦棋（Focus）是桌上遊戲設計師席德·薩克森在1963年推出的兩人棋類，是種疊棋類遊戲。

聚焦棋初始布置

## 棋具
- 棋盤為圓圈的棋格組成八角型棋盤，棋格數共五十二個。

- 棋子為半圓形，下方有凹洞，以紅綠兩色區分敵我。每方各有十八枚。

## 規則
- 每方輪流移動一己子；或從手中放一己棋放在任何棋子或空位上。

- 棋子可以被堆疊，並視為同一枚棋子整體移動。其控制權，由該棋疊最上面的一枚決定。

- 棋子可往橫豎方向作越子的直線跳躍，移動格數最多為該棋子堆疊數，可疊在任何棋疊最上面或空棋格。

- 當己方移動造成棋疊數超過五枚時，將最底下的棋子移走--若是己棋則收回手中，否則移出遊戲不再使用。

- 當玩家無法移動或放置己子時，輸掉遊戲。[1]

## 外部連結
- 遊戲介紹 （页面存档备份，存于）
- 遊戲下載